# Gephyrina albimarginata
Gephyrina albimarginata là một loài nhện trong họ Philodromidae.
Loài này thuộc chi Gephyrina. Gephyrina albimarginata được Cândido Firmino de Mello-Leitão miêu tả năm 1929.